# Ianiropsis longiantennata
Ianiropsis longiantennata is een pissebed uit de familie Janiridae. De wetenschappelijke naam van de soort is voor het eerst geldig gepubliceerd in 1910 door Thielemann.